# Criptanálise acústica
A "criptanálise acústica" é um tipo de ataque de canal lateral que explora os soms emitidos por computadores ou outros dispositivos.
A maior parte da criptanálise acústica moderna concentra-se nos sons produzidos por teclado de computador e componentes internos de computador, mas historicamente também foi aplicada a impressora de impacto e máquinas de decifração eletromecânicas.

## História
Victor Marchetti e John D. Marks eventualmente negociaram a desclassificação de interceptações acústicas da CIA dos sons de impressão de texto claro de máquinas de criptografia. Tecnicamente, esse método de ataque remonta ao período em que o hardware de FFT se tornou barato o suficiente para realizar tal tarefa; nesse caso, do final dos anos 1960 até meados dos anos 1970. No entanto, utilizando outros meios mais primitivos, ataques acústicos foram feitos em meados da década de 1950.
Em seu livro, Spycatcher, o ex-oficial cientista do MI5, Peter Wright discute o uso de um ataque acústico contra máquinas de criptografia do Egito em 1956. O ataque recebeu o codinome "ENGULF".

## Ataques registrados
Em 2004, Dmitri Asonov e Rakesh Agrawal do Centro de Pesquisa Almaden da IBM anunciaram que teclado de computador e teclados usados em telefones e caixas eletrônicos (ATMs) são vulneráveis aos ataques com base em sons produzidos por diferentes teclas. O ataque deles empregava uma rede neural para reconhecer a tecla sendo pressionada. Ao analisar os sons gravados, eles foram capazes de recuperar o texto dos dados sendo inseridos. Essas técnicas permitem que um atacante, usando dispositivos de escuta escondida, consiga senhas, frases-passe, número de identificação pessoal (PINs) e outras informações inseridas por meio de teclados. Em 2005, um grupo de pesquisadores da Universidade de Califórnia em Berkeley realizou uma série de experimentos práticos demonstrando a validade desse tipo de ameaça.
Também em 2004, Adi Shamir e Eran Tromer demonstraram que pode ser possível realizar uma ataque de temporização contra uma CPU realizando operações criptográficas, analisando variações nas emissões acústicas. As emissões analisadas eram ruídos ultrassônicos provenientes de capacitores e indutores em placa-mães de computadores, não emissões eletromagnéticas ou o zumbido audível de um ventilador. Shamir e Tromer, junto com o novo colega, Daniel Genkin e outros especialistas, conseguiram implementar com sucesso o ataque em um laptop executando uma versão do GnuPG (uma implementação RSA), usando um celular localizado próximo ao laptop ou um microfone de laboratório localizado a até 4 metros de distância, e publicaram os resultados experimentais em dezembro de 2013.
As emissões acústicas ocorrem em bobinas e capacitores devido a pequenos movimentos quando uma sobrecarga de corrente passa por eles. Capacitores, em particular, mudam ligeiramente de diâmetro à medida que suas muitas camadas experimentam atração/rejeição eletrostática ou mudança de tamanho piezoelétrica. Uma bobina ou capacitor que emite ruído acústico será, inversamente, também microfônico, e a indústria de áudio de alta qualidade toma medidas com bobinas e capacitores para reduzir essas microfonias (emissões) porque elas podem prejudicar o som de um amplificador de alta fidelidade.
Em março de 2015, foi a público que algumas impressoras a jato de tinta usando cabeças ultrassônicas podem ser lidas usando microfones de alta frequência MEMS para registrar os sinais acústicos únicos de cada bocal e, por meio da reconstrução de temporização com dados impressos conhecidos, isto é, "confidencial" em uma fonte de 12 pontos. Impressoras térmicas também podem ser lidas usando métodos semelhantes, mas com menos fidelidade, uma vez que os sinais das bolhas em explosão são mais fracos. O hack também envolveu a implantação de um microfone, um circuito integrado de armazenamento e um transmissor de explosão com bateria de Li+ de longa duração em cartuchos adulterados substituídos por verdadeiros que foram enviados pelo correio ao alvo, normalmente um banco, e depois recuperados do lixo usando um chip RFID de desafio-resposta. Um trabalho semelhante na reconstrução de impressões feitas por impressora matricial foi divulgado em 2011.
Uma nova técnica de criptoanálise acústica descoberta por uma equipe de pesquisa no Centro de Pesquisa em Segurança Cibernética da Universidade Ben-Gurion de Israel permite a extração de dados usando os alto-falantes e fones de ouvido de um computador. A revista Forbes publicou um relatório afirmando que os pesquisadores encontraram uma maneira de ver informações sendo exibidas, usando um microfone, com 96,5% de precisão.
Em 2016, Genkin, Shamir e Tromer publicaram outro artigo que descrevia um ataque de extração de chave que dependia das emissões acústicas de dispositivos laptop durante o processo de descriptografia. Eles demonstraram o sucesso de seu ataque com um simples telefone celular e um microfone mais sensível.

## Contramedidas
Esse tipo de criptoanálise pode ser contornado gerando sons no mesmo espectro e forma que as teclas pressionadas. Se os sons das teclas reais forem reproduzidos aleatoriamente, pode ser possível derrotar totalmente esse tipo de ataque. É aconselhável usar pelo menos 5 variações gravadas diferentes (36 x 5 = 180 variações) para cada tecla para contornar o problema da FFT fingerprinting. Como alternativa, ruído branco de volume suficiente (que pode ser mais simples de gerar para reprodução) também mascara as emissões acústicas das teclas pressionadas individualmente.